# Курлово
Курлово (рус. Курлово) град је у Русији у Владимирској области. Према попису становништва из 2010. у граду је живело 6764 становника.

## Становништво
| 1959. | 1970. | 1979. | 1989. | 2002. | 2010. |
| ----- | ----- | ----- | ----- | ----- | ----- |
| 8.410 | 8.664 | 8.428 | 7.889 | 7.433 | 6.764 |